# El Telegrama del Rif

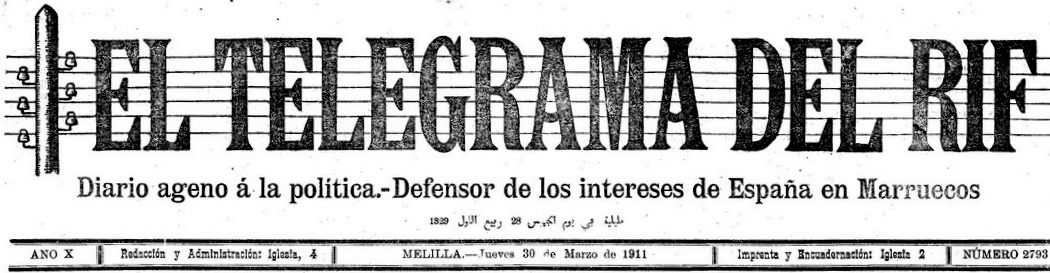
Logo du quotidien El Telegrama del Rif.

El Telegrama del Rif, en français Le Télégramme du Rif, est le nom d'un journal local de la ville autonome de Melilla (Espagne), fondée après la catastrophe de 1898, donc l'Espagne a commencé à être intéressé à exercer une influence militaire et économique dans la région du Rif.
Il a été fondé en mars 1902 sous le nom de La Dépêche par le capitaine d'artillerie et journaliste Cándido Lobera Girela, changeant de titre peu après pour Le Télégramme du Rif.
C'est le moment où commencent des campagnes contre l'armée espagnole du Rif qui se sont opposés à l'extension de l'influence coloniale espagnole dans la région. Cette information se concentre spécifiquement sur carnet nouvelles liées aux vicissitudes du temps de guerre et dans l'information locale. Ses informations sont donc une source importante pour la connaissance de cette période du Protectorat espagnol au Maroc.

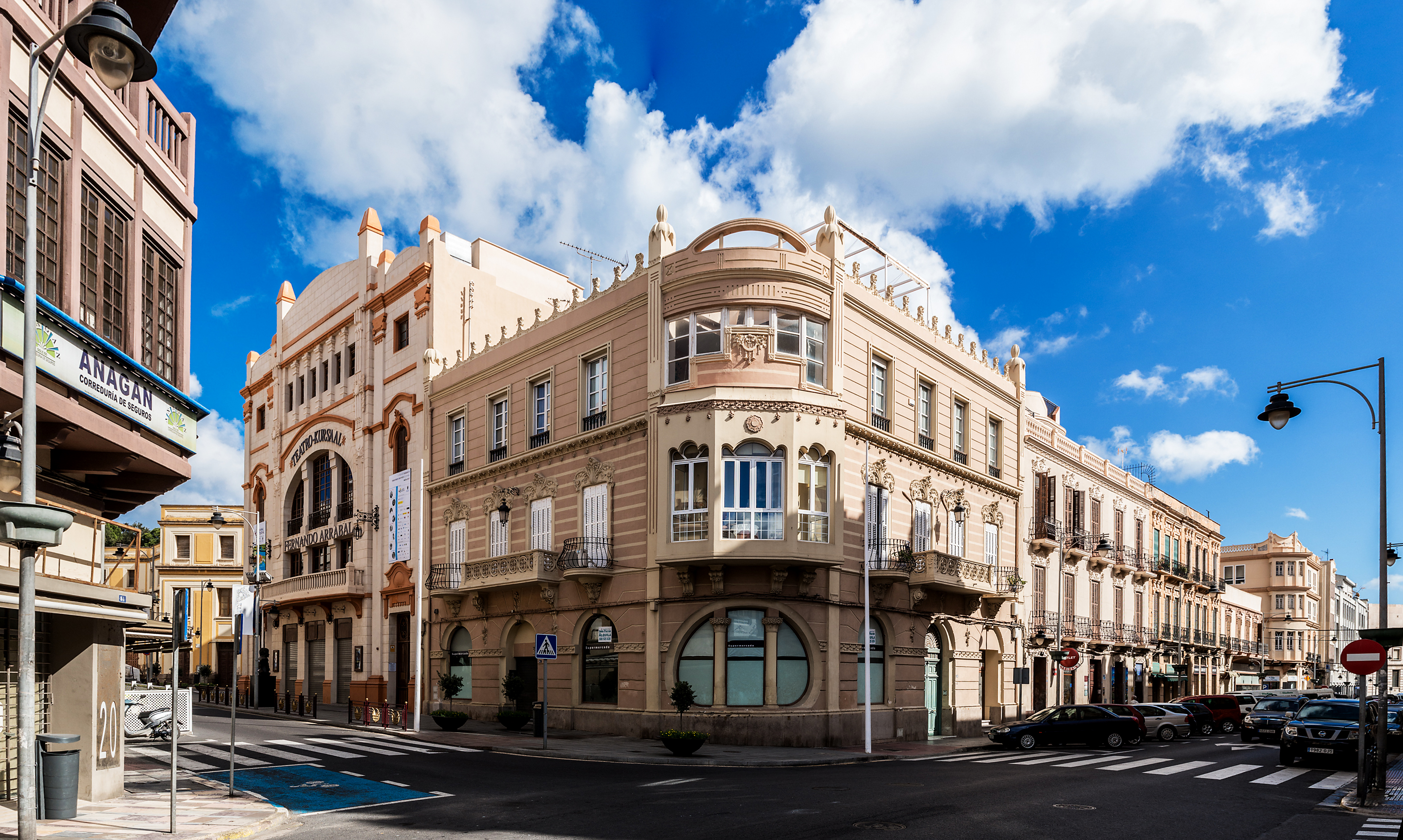
Bâtiment ayant abrité les bureaux du journal, dans un proche faubourg de Melilla. L’étage servait de domicile au fondateur-directeur Cándido Lobera.

Le Télégramme a compté parmi ses partenaires des personnalités telles que le leader du Rif Abdelkrim, qui a même écrit un article de journal en langue arabe, le médecin militaire  Candido Jurado, qui écrit des articles informatifs sur la maladie du sommeil qui ravage la ville de Melilla et le Rif en 1919, et l'écrivain Ramón J. Sender, de séjour à Melilla, où il fait son service militaire. Cela lui a permis de rester pour écrire son roman documenté Imán, publié en 1930.
En 1963, le Maroc une fois devenu indépendant, le journal s'est doté d'un nom à portée plus restreinte : El Telegrama de Melilla, qui continue à être publié en version imprimée et en ligne.